# Aviornis
Aviornis is een internationale belangenvereniging voor liefhebbers en kwekers van vogels, zogenaamde aviculturisten. Het gaat dan met name siervogels en sierwatervogels. 

De naam Aviornis is een samenvoeging van twee woorden: avis is Latijn voor "vogel", ὄρνις, ornis is Oudgrieks voor "vogel".

## Geschiedenis
De vereniging is opgericht in België, waarna ook afdelingen in andere Europese landen werden opgericht. Aviornis International telt zeven afdelingen in Europa, met elk hun eigen bestuur. Er zijn afdelingen in Duitsland, Frankrijk, Ibéria (Portugal en Spanje), Nederland, het Verenigd Koninkrijk, Vlaanderen en Wallonië. In het kort heeft Aviornis de volgende weg bewandeld:
- 1973 - oprichting Aviornis te Tienen, België
- 1976 - Aviornis heet officieel Aviornis International
- 1979 - oprichting Aviornis Nederland in Burgers' Zoo, Arnhem
- 1985 - oprichting Aviornis Wallonië en Aviornis Frankrijk
- 1993 - oprichting Aviornis UK, Ibéria (Spanje, Portugal)
- 2005 - oprichting Aviornis Duitsland

## Doelstelling
Aviornis biedt onder andere een tweemaandelijks tijdschrift met informatie voor vogelliefhebbers. Het tijdschrift is een medium dat Aviornis helpt haar leden te voorzien van advies en informatie over het houden en kweken van siervogels.
Verder hebben de Vlaamse en Nederlandse afdelingen zogenaamde ringendiensten. De ringendiensten zijn door de Vlaamse en Nederlandse overheid aangewezen en belast met het uitgeven van vaste voetringen voor beschermde vogels die in gevangenschap zijn gekweekt.
Aviornis heeft Kernen in Vlaanderen en Regio's in Nederland. tevens zijn er internationale werkgroepen die gespecialiseerd zijn in bepaalde soorten vogels.
Aviornis wil steun en medewerking verlenen aan wetenschappelijk verantwoorde programma's voor het in stand houden van vogelsoorten. Na de vogelpest crisis in 2003 is de Nederlandse afdeling begonnen met het bouwen aan een netwerk met mensen en instanties die zouden kunnen helpen om haar belangen beter te behartigen. Zo nam Aviornis deel aan diverse commissies, waaronder de commissie Leenstra. Een van de resultaten was dat de vereniging Aviornis, het Nederlandse Ministerie van Landbouw, Natuur en Voedselkwaliteit en Animal Science Group van Wageningen Universiteit en Researchcentrum een onderzoek instelden om te bezien hoe gevoelig fazanten en watervogels nu werkelijk zijn voor vogelpest.
In oktober 2010 organiseerde Aviornis samen met Stichting De Harpij een groot symposium in Gaiapark Kerkrade. In februari 2012 vond dit symposium plaats in Vogelpark Avifauna. Dit initiatief heeft als doel particuliere vogelhouders en dierentuinen samen te brengen om ervaring en kennis uit te wisselen. Ook werd er gediscussieerd over samenwerking om vogelpopulaties in volière milieu beter te beheren.
Sinds 2012 is Aviornis International Nederland tevens partner in de United Nations Decade on Biodiversity.